# Comté d'Essex (New Jersey)
Pour les articles homonymes, voir Comté d'Essex.
Le comté d'Essex (Essex County) est un comté situé dans l'État américain du New Jersey. Son chef-lieu est Newark et sa population est de 863 728 habitants lors du recensement des États-Unis de 2020. Il fait partie de l'agglomération new-yorkaise.

## Comtés adjacents
- Comté de Passaic - nord
- Comté de Bergen - est
- Comté de Hudson - est
- Comté d'Union - sud
- Comté de Morris - ouest

## Municipalités
- Belleville (township)
- Bloomfield (township)
- Caldwell (borough)
- Cedar Grove (township)
- East Orange (city)
- Essex Fells (borough)
- Fairfield Township (township)
- Glen Ridge (borough)
- Irvington (township)
- Livingston (township)
- Maplewood (township)
- Millburn (township)
- Montclair (township)
- Newark (city)
- North Caldwell (borough)
- Nutley (township)
- Orange (city)
- Roseland (borough)
- South Orange (village)
- Verona (township)
- West Caldwell (township)
- West Orange (township)

## Transport
Le comté d'Essex possède un aéroport situé à Caldwell (Essex county Airport, code AITA : CDW).